# Rimski senat
Rimski senat (latinski: Senatus) bio je glavno upravno vijeće Rimske Republike, koja je nastala 509. pr. Kr. i Rimskog Carstva. Iako je Zapadno Rimsko Carstvo prestalo postojati u 5. stoljeću (476.), Rimski senat nastavio se sastajati sve do kraja 6. stoljeća. Riječ senatus potječe od latinske riječi senex koja označava "starca" ili "starijeg", stoga je senat, gledano etimološki, Vijeće starijih. Senat je bio jedna od triju grana vlasti u ustavu Rimske Republike.

## Povijest
Prema tradiciji Senat je prvi osnovao Romul, mitski osnivač Rima, kao savjetodavno vijeće sastavljeno od 100 glava obitelji nazvanih patres ("očevi"). Kasnije je na početku Republike Lucije Junije Brut povećao broj senatora na 300 (prema legendi). Oni su se nazivali conscripti ("unovačenici"), pošto ih je Brut unovačio. Od tada pa nadalje članovi Senata nazivaju se patres et conscripti što se postupno stopilo u patres conscripti ("unovačeni očevi").
Rimsko stanovništvo bilo je podijeljeno u dva razreda (klase): Senat i Narod (što se može vidjeti u slavnoj kratici za "Senatus Populus Que Romanus", SPQR). Narod su činili svi rimski građani koji nisu bili članovi Senata. Domaća vlast bila je sadržana u Rimskom narodu kroz Centurijatsku skupštinu (Comitia Centuriata), Tributsku skupštinu (Comitia Tributa) i Plebejsko vijeće (Concilium Plebis). Dvije skupštine i vijeće donosili su nove zakone i izabirali rimske magistrate. Senatski kurulni magistrati ili Plebejski tribuni (samo u Plebejskom vijeću) mogli su predložiti novu legislativu skupštinama i Plebejskom vijeću, koji su zatim glasovali o njima bez rasprave.

## Moći
Senat je držao značajan autoritet (auctoritas) u rimskoj politici. Senat je bio službeno tijelo koje je slalo i primalo veleposlanike, te imenovalo službenike za upravljanje javnim posjedima, uključujući i provincijske upravitelje (guvernere). Senat je provodio ratove, upravljao svim javnim novčanim sredstvima, te izdavao novac. Senat je davao ovlasti glavnim gradskim magistratima, konzulima, imenovao je diktatore u izvanrednim stanjima. Usprkos svojim širokim fiskalnim i sudačkim moćima, Senat nije imao izvršnu ili zakonodavnu moć (sve do sredine 2. stoljeća poslije Krista). Svi prijedlozi Senata (Senatus Consultum - S.C.) bili su predmeti ratifikacije u narodnoj skupštini. Ipak, zbog svog ogromnog prestiža i činjenice da su svi izabrani službenici ustvari bili senatori, većina Senatus Consultuma bila je ozakonjena. Jedno povijesno odbacivanje ipak se dogodilo odmah nakon kraja Hanibalskih ratova. Senat je smatrao da bi snažno Makedonsko kraljevstvo moglo predstavljati potencijalnu prijetnju. Narod izmoren dugim i iscrpljujućim ratom protiv Hanibala i Kartage odbacio je prijedlog Senata. Ipak treba napomenuti da rimske narodne skupštine nisu mogle raspravljati o prijedlozima koji su doneseni prije njih. One su ih mogle prihvatiti ili odbaciti. Uobičajena praksa magistrata bilo je donošenje prije Senata svih zakona (leges) prije sazivanja skupština na glasanje. Senat je davao svoj auctoritas prije nego što je narod mogao glasati o magistratovoj namjeri. To je do srednje Republike bila samo formalnost koju su prakticirali svi magistrati. U kasnoj Republici Senat je izbjegavao dodijeljivanje diktature pribježući takozvanoj "posljednoj odluci senata" (senatus consultum ultimum) kojom se proglašavalo ratno stanje i opunomoćivalo konzule da se "pobrinu za to da Republika ne pretrpi nikakvu štetu".
Poput obiju skupština (Comitia Centuriata i Comitia Tributa), ali za razliku od Concilium Plebis, Senat je djelovao pod određenim religijskim ograničenjima. Senat se mogao sastati samo u posvećenom hramu koji je obično bio Curia Hostilia, iako su se ceremonije na Novu godinu održavale u hramu Jupitera Najboljeg Najvećeg (Jupiter Optimus Maximus), a ratni sastanci u hramu Bellone. Sjednice Senata mogle su započeti tek nakon invokacijske molitve, žrtvenog prinosa kojeg su provodili auspici. Senat se mogao sastati samo između sunčeva izlaska i zalaska, a nije se mogao okupiti za vrijeme zasjedanja bilo koje druge skupštine.

## Članstvo
Senat je imao oko 600 članova tijekom srednje i kasne Republike. Prema običaju svi narodno izabrani magistrati — kvestori, edili (kurulni i plebejski), pretori i konzuli — bili su primljeni u Senat, iako se uključivanje tribuna u senat razlikovalo tijekom povijesti. Rimski plemić koji je posjedovao odgovarajuće financijske i posjedovne kvalifikacije mogao je također biti uveden u Senat uz pomoć cenzora. Senatori koji nisu izabrani u magistratsku službu višu od kvestora nazivali su se senatores pedarii i nije im bilo dopušteno govoriti. Njihov je broj dramatično smanjio Sula, a otprilike polovica (49.5%) pedarija od 78. – 49. pr. Kr. bili su homines novi ("novi ljudi"), to jest, oni čije obitelji nikad nisu vršile više magistrature. Izvan pedarija, broj homines novi bio je nizak, oko 33% tribuna, 29% edila, 22% pretora, i samo 1% konzula bili su istinski novi (vidi E. S. Gruen, 1974, The Last Generation of the Roman Republic, za potpunu raščlambu obiteljske pozadine senatora od 78. – 49. pr. Kr.).
Senatorova služba trajala je doživotno, noseći određene indiskrecije. Senatori nisu smjeli izravno sudjelovati u trgovini ili lihvarenju, ali su mnogi pronašli načine da diskretno zaobiđu ove zabrane. Jedna od primarnih funkcija cenzora bio je nadzor nad senatskim spisima i izbacivanje članova zbog neprikladnih djela. Nakon Sulinog proširenja cenzori su mogli razvrgnuti senatorovo članstvo u Senatu ako je on okrivljen za nepoštivanje mores maiorum (javni moral, doslovce: putovi predaka), npr. Zbog korupcije, nepoštivanja koleginog veta, zanemarivanja smrtne kazne, teškog kućnog nasilja, neprikladnog odnosa prema "klijentima" ili robovima, te kod bankrota ili preljuba, ili ako su to zatražili auspici.

## Senat u kasnoj Republici
U kasnoj Republici pojavila se arhikonzervativna stranka koju su vodili Marko Emilije Skaur, Kvint Lutacije Katul, Marko Kalpurnije Brut i Katon Mlađi, koje je Ciceron nazivao boni ("dobri") ili optimates. Kasna Republika bila je obilježena društvenim napetostima između velike stranke optimata i novoobogaćenih populara. Ova borba postala je sve više izraženija domaćim bijesom, nasiljem i okrutnim građanskim razdorom nakon sklapanja trijumvirata između Cezara, Pompeja i Krasa. Najpoznatiji optimati bili su Lucije Kornelije Sula i Pompej Veliki, dok su među popularima to bili Gaj Marije, Lucije Kornelije Cina i Julije Cezar. Nazivi popularis i optimas nisu bili fiksirani kako se često pretpostavlja, jer su političari često mijenjali stranke kako bi poduprli određene zakone ili osobe.

## Hijerarhija
Konzuli su se mjesečno izmjenjivali kao predsjednici Senata, dok je princeps senatus djelovao kao vođa doma. Ovu senatorsku službu preuzeli su carevi tijekom razdoblja Carstva. Ako su oba konzula bila odsutna (obično zbog rata), najstariji bi magistrat, najčešće Praetor Urbanus, djelovao kao predsjednik. Izvorna je predsjednikova dužnost bilo postavljanje poslova prije Senata, odnosno davanje vlastitog prijedloga ili teme po kojom bi on zatražio od senatora njihove prijedloge, ali to je ubrzo postala domena princepsa. Među senatorima s pravom govora strogi red određivao je tko može kada govoriti. Tako su patriciji uvijek prethodili plebejcima istog ranga, a princeps je uvijek govorio prvi. U vrijeme interregnuma (međuvlašća) deset vodećih patricijskih senatora preuzimaju mjesto interrexa (međukralja), svaki po pet dana.
Konzulari su bili među najutjecajnijim članovima Senata. Konzulari su bili senatori koji su obnašali dužnost konzula. Budući da su se jednom godišnje birala dva konzula (za ovu službu patriciji su morali biti stariji od 40, a plebejci od 42 godina), u Senatu se u svakom trenutku rijetko nalazilo više od 40 konzulara.

## Poznati običaji
Nisu postojala ograničenja za raspravu, a običaj govorenja izvan rasprave (što se danas često naziva filibuster) bio je omiljeni trik (običaj koji je danas prihvaćen u Kanadi i SAD-u). Glasovanja su se provodila glasovnim glasovanjem ili podizanjem ruku kod nebitnih stvari, ali bitne ili službene odluke donosile su se raspodjelom doma. Kvorum za obavljanje poslova bio je neophodan, ali je nepoznato koliko je bilo potrebno senatora da čine kvorum. Senat je bio podijeljen na decuries (skupina od desetorice), a svakoj je na čelu bio patricij (stoga je u svakom trenutku u Senatu bilo najmanje 30 patricijskih senatora).

## Stil odijevanja
Svi su senatori imali pravo nositi senatorski prsten (izvorno načinjen od željeza, a kasnije od zlata; stare patricijske obitelji poput Julijevaca nastavile su nositi željezne prstenove do kraja Republike) i tunicu clavu, bijelu tuniku s dugačkom prugom tirsko ljubičaste boje i 13 cm široke (latus clavus) na desnom ramenu. Senator pedarius nosio je bijelu togu virilis (također nazvanu toga pura) bez ukrasa uključujući i gore objašnjene. Senator koji je obavljao kurulnu magistraturu ima je pravo nositi togu praetextu, bijelu togu sa širokim tirsko ljubičastim rubom. Slično pravilima odijevanja, svi su senatori nosili zatvorene kestenaste kožne cipele, a senatori koji su obavljali kurulnu magistraturu dodavali su polumjesečastu kopču.

## Konjanički razred
Do 123. pr. Kr. Svi su senatori bili konjanici, često nazivani i "vitezovima". Te je godine Gaj Sempronije Grakho ozakonio odvajanje dva razreda, a potonji je osnovao kao Ordo Equester ("Konjanički red"). Ovi konjanici nisu bili ograničeni u svojim poslovnim rizicima te su bili bogata i moćna sila u rimskoj politici. Sinovi senatora i ostali nesenatorski članovi senatorove obitelji nastavili su se klasificirati konjanicima te su imali pravo nositi toge s uskom ljubičastom prugom širine 7.5 centimetara kao podsjetnik na svoje senatorsko podrijetlo. 

## Opadanje Senata (1. stoljeće pr. Kr. - 6. stoljeće)
Julije Cezar uveo je službu "istaknutih muževa" (viri clarissimi), a konjanici su postali viri egregii ili "izvanredni muževi". Tijekom Principata i Dominata, Senat je postupno gubio svoje ovlasti, uključujući pravo na dodijeljivanje carskih ovlasti. Dok je vrhovnu vlast držao car, Senat je ostao vrlo utjecajna sila okrenuvši se svjetovnim aspektima upravljanja. Nove senatore birao je car prema njihovom bogatstvu, administrativnoj vještini i vezama s vladarom. Novim senatorima je dodjeljivana ogromna količina zemlje, ako je već nisu posjedovali. Velik dio sačuvane literature iz carskog razdoblja pisali su senatori, pokazujući svoj jaki kulturni utjecaj. Institucija je preživjela kraj Carstva na zapadu, čak uživajući umjereni preporod pošto je carska moć reducirana samo na talijansku vladu. Senatorska klasa ozbiljna je pogođena gotskim ratovima. Posljednji zabilježeni akt Senata je slanje dva veleposlanika na carski dvor Tiberija II. Konstantina u Konstantinopolu 578. i 580. godine.

## Istočnorimski senat
U međuvremenu je Konstantin I. osnovao u Konstantinopolu zaseban senat koji je opstao stoljećima kasnije.

## Preporod u srednjem vijeku
U 12. stoljeću u Rimu je nakratko uspostavljena komuna u namjeri ponovnog uspostavljanja rimske Republike. Godine 1145. revolucionari su postavili Senat na zasadima onog antičkog. Vidi Rimska komuna.
Iako je republikanski pokret 1155. porazio papa Hadrijan IV., rimsko gradsko vijeće nastavilo je od tada pa nadalje nositi naziv "Senat". Ova stara tradicija sačuvala se do danas. Sjedište Senata commune di Roma nalazi se u Senatorskoj palači (Palazzo Senatorio) na Kapitolu (Campidoglio).

## Zgrade Rimskog senata
Prva građevina koja je udomila Rimski senat bila je Curia Hostilia sagrađena u 7. stoljeću prije Krista blizu rimskog foruma. Ovu izvornu zgradu spalila je svjetina predvođena populističkim agitatorom Publijem Klodijem Pulherom 52. pr. Kr. Nakon toga Curia Hostilia je ponovo sagrađena na istom mjestu.
Ne mnogo godina kasnije, Julije Cezar srušio je obnovljenu zgradu senata 44. pr. Kr. kako bi stvorio svoj novi forum. Cezar je počeo graditi zgradu novog senata na drugom (manje istaknutom) mjestu između rimskog Foruma i svoga Foruma Caesaris, ali je ubijen prije njegova dovršetka. Car August je dovršio novu zgradu senata 29. pr. Kr. te je nazvao Curia Julia.
Izvorna Curia Julia uništena je u požaru 283. poslije Krista, ali ju je na istom mjestu ponovo sagradio car Dioklecijan. To je druga Curia Julia čije se ruševine mogu i danas vidjeti na rimskom Forumu.